# Jihvā
Jihvā (devanāgarī : जिह्वा) est un terme sanskrit  qui signifie « langue ». Dans la philosophie du Sāṃkhya,  jihvā est un organe de perception ou de connaissance (jñānendriya) associé à l'objet de perception ou l'élément rudimentaire subtil (tanmātra) appelé « goût (rasa) ».

## Table de correspondance
Cette table met en correspondance quinze principes (tattva) qui participent de la cosmologie et de la constitution de l'homme selon la philosophie du Sāṃkhya. Les jñānendriya sont en correspondance avec les tanmātra, mais non directement avec les mahābhūta. Ces derniers sont produits par les tanmātra.
| Organe de connaissance (jñānendriya) | Objet de perception (tanmātra) | Élément grossier (mahābhūta) |
| ------------------------------------ | ------------------------------ | ---------------------------- |
| śrotra (oreille)                     | śabda (son)                    | ākāśa (espace ou éther)      |
| tvak (peau)                          | sparśa (toucher ou contact)    | vāyu (air)                   |
| cakṣus (œil)                         | rūpa (forme)                   | tejas (feu)                  |
| jihvā (langue)                       | rasa (goût ou saveur)          | ap (eau)                     |
| ghrāṇa (nez)                         | gandha (odeur)                 | pṛthivī (terre)              |